# 1098년

## 연호
- 북송(北宋) 소성(紹聖) 5년 / 원부(元符) 원년
- 요(遼) 수창(壽昌) 4년
- 일본(日本) 조토쿠(承徳) 2년
- 서하(西夏) 영안(永安) 원년
- 리 왕조(李朝) 호이퐁(會豊) 7년

## 기년
- 고려(高麗) 숙종(肅宗) 3년
- 북송(北宋) 철종(哲宗) 13년
- 요(遼) 도종(道宗) 44년
- 서하(西夏) 숭종(崇宗) 13년
- 리 왕조(李朝) 인종(仁宗) 27년

## 사건
- 보두앵이 십자군 본대에서 이탈, 에데사를 침략해 에데사 백국을 세우다.
- 보에몽이 안티오키아를 점거하고 안티오키아 공국을 세우다.

## 사망
- 8월 1일 - 중세 유럽의 성직자이자 십자군 총사령관 아데마르
- 중세 유럽의 은둔자이자 제1차 십자군 내 성직자 은자 피에르 ?? 또는 피에르 바르톨로메오 ?? (은자 피에르의 죽음에는 여러모로 애매한 점이 많다. 은자 피에르 항목과 롱기누스의 창 항목 참조.)